# Cát Tân, Phù Cát
Cát Tân là một xã thuộc huyện Phù Cát, tỉnh Bình Định, Việt Nam.
Xã Cát Tân có diện tích 27,99 km², dân số năm 1999 là 15.745 người, mật độ dân số đạt 563 người/km².

## Hành chính
Xã Cát Tân được chia thành 7 thôn: Bình Đức, Hòa Dõng, Hữu Hạnh, Kiều An, Kiều Huyên, Tân Hòa, Tân Lệ.